# Cearl
Pour les articles homonymes, voir Ceorl.
Cearl ou Ceorl est un roi de Mercie du début du VIIe siècle.

## Biographie
Cearl est le premier roi de Mercie mentionné par Bède le Vénérable dans son Histoire ecclésiastique du peuple anglais. Il se contente d'en dire qu'il a donné la main de sa fille Cwenburh au prince Edwin de Deira, et que leurs enfants sont nés durant l'exil d'Edwin, chassé de son royaume par Æthelfrith de Bernicie. En revanche, Cearl ne figure pas dans les diverses listes généalogiques des rois de Mercie. Les chroniqueurs postérieurs à la conquête normande de l'Angleterre se sont efforcés de situer son règne entre celui de Pybba et celui de son fils Penda, en proposant des dates qui ne reposent sur rien de concret.
Le mariage d'Edwin avec Cwenburh suggère que Cearl ne craignait pas d'apporter son soutien aux adversaires d'Æthelfrith. Cearl ne semble également jamais avoir été l'objet de tentatives de conversion de la part de son contemporain Æthelberht du Kent, le premier roi anglo-saxon chrétien. Cela tendrait à montrer qu'il comptait parmi les plus puissants souverains de son temps. L'historien Nicholas Higham voit en lui le fondateur d'une première hégémonie mercienne sur les Midlands et le pays de Galles, hégémonie qui aurait connu son terme avec la victoire décisive d'Æthelfrith de Bernicie sur les « Bretons » à Chester en 616, bataille durant laquelle Cearl aurait pu trouver la mort.